# Сакидон Сидір Йосипович
Сидір Йосипович Сакидон (13 (25) травня 1896, Перевали — 8 липня 1974, Київ) — український перекладач.

## Біографія
Народився 13 (25 травня) 1896 року в селі Перевалах (тепер Турійського району Волинської області) в бідній селянській сім'ї. 1930 року закінчив Київський інститут народної освіти (так називався реорганізований в ті часи Київський університет ім. Т.Г.Шевченка). Працював учителем.
Друкувався з 1927 року (спочатку статті в періодиці, потім і свої переклади), але до Спілки письменників вступив лише у 1972 році.
"Загалом вважається, що Сидір Сакидон, завершивши навчання в інституті народної освіти, досконало знав 13 мов. 
Перша світова війна не оминула Сидора Йосиповича. Якщо перевалівців тимчасово переселяли у «края, не столь отдаленные», то Сакидон  опинився  у російському війську та воював на турецькому фронті (за Трапезундом). Він сам згадував: «У грудні 1917 року демобілізувався  як учитель і з Кавказу переїхав на Україну, де вчителював у селі Хацки Черкаського повіту. 1926 р. вступив до Київського ІНО». 
По завершенні навчання працюватиме в Новограді-Волинському (Звягелі), на батьківщині  Лесі Українки. Спілкуватися з родиною майже не вдавалося, адже він перебував у підрадянській псевдокраїні, а сім’я – у Речі Посполитій. 
«З 1935 року до війни працював  у Новограді в веттехнікумі  викладачем російської мови і літератури, німецької  та латинської мов. На початку війни був евакуйований в Удмуртську АРСР і працював у м. Сарапул в середніх школах, викладав німецьку й англійську мови». Це зізнання Сидора Сакидона потребує уточнення. Адже кожен українець, який усвідомлював  себе таким, був приречений  принаймні на каторжанське буття. 
За спогадами Олени  Сакидон-Шимчук, рідної сестри Сидора Йосиповича, її брат опинився в Архангельській області на лісоповалі, а згодом в Удмуртії. Образ «ворога народу»  пришили тому, хто ще в тридцятих роках  переклав українською Пулавського, Жеромського, Сєрошевського, Чапека... Повернутися на Батьківщину було нереально аж до завершення терміну заслання. 
Усе-таки він повернувся. Вже в статусі пенсіонера. Хоча до рідних Перевалів написав листа ще сорок четвертого. «В 1965 р. переїхав на Україну й оселився в Києві, - констатуватиме Сидір Сакидон, нагадуючи: - В літературі почав працювати з 1927 року, будучи ще студентом». 
У Києві спершу знайшов прихисток у домі Максима Рильського. А відтак придбав і власне помешкання на Вернадського, 25. Максим Тадейович  у записці, датованій 11 травня 1957-го, нагадуватиме Сидорові Йосиповичу: «Радо побачуся з Вами. Час о годині 12.30».  Певне, обом було про що поговорити. Тим паче, що Максим Тадейович знав, яка терниста дорога судилася колезі… 
Нововолинець Олександр Каліщук, племінник Сидора Сакидона, член Національної ліги українських композиторів (автор славетної «Волиняночки»), згадує: «Темою № 1 у моєї мами був її брат Сидір, який зник безвісти. Пам’ятаю, як вона ворожила: вставляла ножиці між сторінками Біблії і чекала, чи не заворушиться Святе Письмо. І завжди цей знак показував, що Сидір Йосипович живий. А якою була радість, коли ми отримали від нього звісточку!». 
Сакидон успадкував від батьків титанічну працездатність,  вміння не зламатися. Напевне, його дороговказом була християнська віра, вроджена порядність. Адже обрав не публіцистику, не поезію чи прозу, де конче треба було б витворювати «паровози» – топтатися по історичній пам’яті свого народу, славословити на адресу його катів. Сидір Сакидон працював у царині перекладу, не надягаючи фальшивої маски. Тож  разом із словаком Андрієм Плавкою, чиї тексти перекладав, міг  сказати: «Доспіло збіжжя-мрія, провій, упорай гарно. Якщо людей погріє, то сіяв ти не марно». Завдяки уродженцеві Перевалів Україна отримала рідною мовою й «Дивні пригоди Петера Шлеміля» Альберта Шаміссо, й «Літа науки Вільгельма Майстера» Гете, й «Кола Бруньйон» Ромена Роллана.... 

Маючи незаперечний авторитет, він так і не дочекався заслуженої слави.  Членом Спілки письменників став навесні 1972-го

Нагробок на могилі С. Сакидона.

Помер 8 липня 1974 року. Похований в Києві на Міському кладовищі «Берківці» (ділянка № 63).

## Перекладацька діяльність
Перекладав з польської, чеської, сербської, німецької, словацької, македонської, болгарської та французької мов. 
В його перекладах виходили твори Єлисавети Багряни, Ернста Теодора Амадея Гофмана, Йоганна Вольфґанґа фон Ґете, Стефана Жеромського, Є. Жулавського, Шарля де Костера, Браніслава Нушича, Андрея Плавки, Ромена Роллана, Ніколи Фурнаджієва, Карела Чапека, Адельберта фон Шаміссо та інших авторів.